# 1826
Évszázadok: 18. század – 19. század – 20. század
Évtizedek: 1770-es évek – 1780-as évek – 1790-es évek – 1800-as évek – 1810-es évek – 1820-as évek – 1830-as évek – 1840-es évek – 1850-es évek – 1860-as évek – 1870-es évek
Évek: 1821 – 1822 – 1823 – 1824 –  1825 – 1826 – 1827 – 1828 – 1829 – 1830 – 1831

## Események
- az Akadémiai Könyvtár alapítása
- a janicsárság feloszlatása[1]

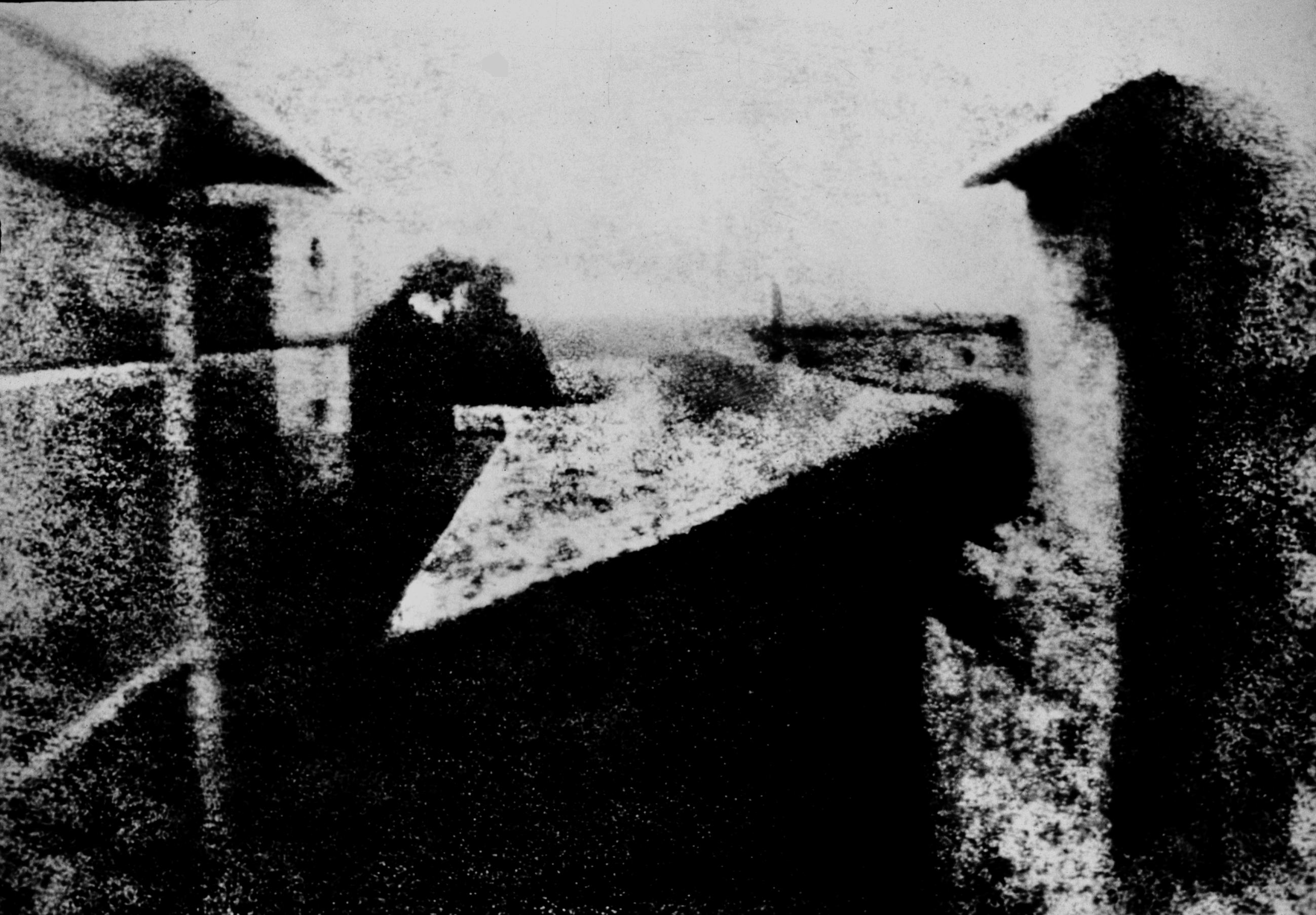
Niépce elkészíti az első fényképét, mely Kilátás a dolgozószobából címen vált ismertté

- James Dunlop felfedezi az NGC 55 nevű galaxist.
- Nicéphore Niépce elkészítette a legrégebbi fennmaradt fotográfiát: Kilátás a dolgozószobából
- július 19. – orosz–perzsa háború indul a Kaukázusban (lezárja a türkméncsáji béke 1828-ban)

## Születések
- január 25. – Gyulai Pál író, költő, egyetemi tanár († 1909)
- április 3. – Adler Vince (Vincent/Vincenz Adler) zongoraművész, zeneszerző († 1871)
- május 5. – Eugénia francia császárné, III. Napóleon felesége († 1920)
- május 10. – Edelsheim-Gyulai Lipót császári és királyi lovassági tábornok († 1893)
- május 24. – Adler Mór festőművész († 1902)
- június 1. – Prielle Kornélia színésznő, a Nemzeti Színház örökös tagja († 1906)
- június 28. – Szamossy Elek festőművész, litográfus († 1888)
- július 14. – Vasvári Pál A „márciusi ifjak" egyike († 1849)
- szeptember 5. – Virághalmi Ferenc író, műfordító, honvédszázados († 1875)
- szeptember 17. – Bernhard Riemann német matematikus († 1866)
- október 26. – Mocsáry Lajos magyar politikus, a 19. századi függetlenségi politika kiemelkedő alakja († 1916)
- november 24. – Carlo Collodi itáliai író, Pinokkió megalkotója († 1890)

## Halálozások
- január 3. – Louis Gabriel Suchet, Albufera hercege, francia marsall (* 1770)
- január 3. – Nyikolaj Petrovics Rumjancev, orosz államférfi, gróf, diplomata, régiség- és könyvgyűjtő, mecénás (* 1754)
- február 2. - Jean Anthelme Brillat-Savarin, francia gasztronómus, jogász és politikus (* 1755)
- május 2. - Lipszky János, térképész, katonatiszt (* 1766)
- június 5. – Carl Maria von Weber, német zeneszerző (* 1786)
- július 4. – Thomas Jefferson, a függetlenségi nyilatkozat egyik alkotója, az Egyesült Államok harmadik elnöke (* 1743)
- július 4. – John Adams, az Egyesült Államok első alelnöke és második elnöke (* 1735)
- július 5. – Joseph Louis Proust, francia kémikus (* 1754)
- július 22. – Giuseppe Piazzi, itáliai csillagász, matematikus és teológus, az első kisbolygó, a Ceres felfedezője (* 1746)
- szeptember 22. – Johann Peter Hebel, német költő (* 1760)
- szeptember 28. – Zichy Károly, országbíró, miniszter, Békés vármegye főispánja (* 1753)
- november 23. – Johann Elert Bode, német csillagász a róla elnevezett Titius–Bode-szabály hirdetője (* 1747)